# Katzengrabensteg
Der Katzengrabensteg (auch: Krusenickbrücke) ist eine Fußgängerbrücke über die Müggelspree und einen Altarm der Spree im Bereich des Berliner Ortsteils Köpenick. Das Bauwerk wurde im Jahr 2001 fertiggestellt und dient Fußgängern und Radfahrern als kurzer Weg von der Altstadt Köpenick über die Baumgarteninsel zum Wohnpark „Am Krusenick“.

## Geschichte
Gemeinsam mit der Bezirksverwaltung Treptow-Köpenick legt der Berliner Senat langfristig einen durchgängigen Uferwanderweg „Altstadt Köpenick“ an, für den die neue Brücke eine wichtige Rolle spielt. Eine frühere Brücke gab es an der bezeichneten Stelle nicht. Der Name der Fußgängerbrücke wurde von der Straße Katzengraben im Bereich der Köpenicker Altstadt abgeleitet, die sie über die Flussläufe zum Krusenick mit Anschluss an die Friedrichshagener Straße verbindet.

## Die Brückenkonstruktion
Die beauftragte Ingenieurfirma entwarf und baute eine moderne und leichte rund 110 Meter lange einhüftige Schrägseilbrücke mit stählernen Zugbändern und einem Mittelpylon. Die Gründung der Seilstütze erfolgte auf der Südseite der Baumgarteninsel. Der östliche Brückenanschluss an das tiefer liegende Gelände des Krusenick erfolgt durch eine Erdrampe, der westliche Anschluss wird durch eine Stahlbetonrampe hergestellt, die über das Gelände der Feuerwehr führt. Im Jahr 2007 war der nachträgliche Bau einer behindertengerechten Treppe zur direkten Erreichbarkeit der Baumgarteninsel über den Katzengrabensteg vorgesehen. Dies war bereits in der Planung zum Bau des Stegs enthalten, aber aus Kostengründen nicht realisiert worden.
Das statische System der Brücke besteht aus einem Durchlaufträger über zwei Felder, der von dem Pylon und den Zugstangen fixiert wird. Profilierte Eichenbohlen bilden den Brückenbelag auf dem Überbau, wodurch eine gesonderte Brückenentwässerung überflüssig ist. Diese Bohlen mussten im Herbst 2005 komplett ausgetauscht werden. Die ursprüngliche Brückenbeleuchtung wurde wegen wiederholtem Vandalismus abgebaut und durch Halogenstrahler am Pylon ersetzt. Für Reparatur-, Reinigungs- und Wartungsarbeiten entstanden im Zeitraum 2005 bis Ende 2008 Gesamtkosten von 83.500 Euro. Regelmäßige Wartungsintervalle sind nicht festgelegt.